# Téléoute
Cet article concerne la langue téléoute. Pour le peuple téléoute, voir Téléoutes.
Le téléoute est une langue turque parlée  dans la République de l'Altaï en Russie.

## Classification interne
La langue est classée dans le groupe sibérien des langues turques. Elle est considérée comme un des dialectes méridionaux de l'altaï, avec le telengit et la langue littéraire.

## Sources
- (ru) Баскаков, Н.A., Диалект чернёвых татар (туба-кижи), Северные диалекты алтаиского (ойротского) языка, 2 volumes, Moscou, Nauka, 1965-1966.